# 리사 S.
리사 S.(Lisa S., 1978년 5월 26일 ~ )는 모나코에서 태어난 미국 국적의 홍콩 패션 모델, 배우이다. 어머니는 유대계 미국인, 아버지는 프랑스계 중국인이다.